# Genesis (альбом)
Genesis — двенадцатый студийный альбом британской прогрок-группы Genesis, выпущенный 3 октября 1983 года лейблами Charisma и Virgin Records в Великобритании и Atlantic Records в США и Канаде. После тура группы в поддержку их концертного альбома Three Sides Live 1982 года Genesis взяли восьмимесячный перерыв, прежде чем весной 1983 года перегруппироваться для записи нового альбома. Это их первая песня, написанная и записанная полностью в их студии под названием The Farm в Чиддингфолде, графство Суррей, и песни были разработаны во время джем-сейшенов в студии, без предварительной записи. Хью Пэдхам вернулся в качестве их инженера.
Genesis был самым большим коммерческим успехом группы на момент выхода, став третьим альбомом группы подряд, достигшим № 1 в британском хит-параде альбомов. Он также достиг № 9 в американском Billboard 200, где было продано более четырёх миллионов копий. В период с 1983 по 1984 год было выпущено пять синглов; «Mama» был ведущим синглом и остаётся самым высоким синглом Genesis в хит-парадах Великобритании, достигнув четвёртой строчки. В то время как «Mama» застопорилась в хит-парадах США, последующий сингл «That's All» достиг там шестой строчки и стал первым синглом группы. Хит первой десятки в США. Группа гастролировала с альбомом в 1983 и 1984 годах, записи с которых легли в основу концертного видео Genesis Live: The Mama Tour. В 1985 году альбом получил номинацию на премию «Грэмми» за лучшее вокальное рок-исполнение дуэтом или группой, а «Second Home by the Sea» был номинирован на «Грэмми» за лучшее инструментальное рок-исполнение. В 2007 году альбом был переиздан с новыми миксами стерео и объёмного звучания 5.1.

## Предыстория
В октябре 1982 года состав Genesis, состоящий из барабанщика/певца Фила Коллинза, клавишника Тони Бэнкса и гитариста/басиста Майка Резерфорда, с живым барабанщиком Честером Томпсоном и живым гитаристом Дэрилом Стюрмером, завершил свой двухмесячный тур по Северной Америке и Европе в поддержку третьего концертного альбома группы Three Sides Live. Они также отыграли разовый концерт под названием Six of the Best с оригинальным фронтменом и вокалистом Genesis Питером Гэбриэлом и бывшим гитаристом Стивом Хэкеттом, чтобы собрать средства для всемирного музыкального фестиваля Гэбриэла WOMAD после того, как он столкнулся с финансовыми трудностями. Затем Genesis вступили в период бездеятельности, в течение которого группа занималась своими сольными проектами.

## О композициях
Альбом Genesis показывает, что группа движется в направлении более коротких, прямолинейных и понятных для радио песен. Майк Резерфорд сказал, что группа зашла так далеко, как только могла, в своём направлении прогрессивного и арт-рока, которого они придерживались с начала 1970-х годов, и хотела писать и записываться в более непринуждённой манере, поскольку ранее группа была более склонна представлять то, что они могли предложить. Тони Бэнкс считал музыку и общее звучание Genesis чем-то таким, к чему группа стремилась много лет назад, особенно к её более агрессивному звучанию. Он описал первую часть как «главное действие», в то время как во второй части есть «фрагменты персонажей».

### «Mama»
«Mama» возникла во время группового джем-сейшна, когда Резерфорд экспериментировал с электронной драм-машиной Linn LM-1, питаемой через управляемую реверберацию и усилитель Mesa Boogie, и «получилась невероятно громкой» до такой степени, что усилители подпрыгивали на полу студии.  Под влиянием Фила Коллинза он выбрал вокал, напоминающий стиль Джона Леннона на его кавер-версии «Be-Bop-a-Lula» на куплеты песни. На его смех повлияла песня 1982 года «The Message» хип-хоп-группы Grandmaster Flash and the Furious Five, которая имеет похожее звучание. Пэдхам принёс сингл группе, и, услышав его, Коллинз рассмеялся во время последующей импровизации на песню «Mama», которая понравилась группе и которую они хотели использовать в песне. У группы были сомнения относительно того, сможет ли Коллинз воспроизвести смех на сцене, но у него не возникло никаких проблем.
Когда дело дошло до выбора песни в качестве ведущего сингла альбома, Резерфорд ожидал, что менеджер Genesis Тони Смит и сотрудники звукозаписывающего лейбла выберут другой трек, кроме «Mama», но сказал: «Спасибо им, они согласились, что мы должны выбрать что-то немного другое». Позже Резерфорд оценил «Mama» как одну из лучших песен альбома и был доволен её коммерческим исполнением после того, как группа добилась успеха в хит-парадах синглов с песней, которая отражала то, чем Genesis «были на самом деле» в то время. Во время одной сессии у группы в студии был кото, который был записан с помощью эмулятора E-mu и использован в качестве сэмпла для перкуссионного эффекта песни, отчасти потому, что Бэнкс перепробовал другие варианты и не смог добиться подходящего звучания.

### Другие песни
«That's All» возникла из простого фортепианного риффа Бэнкса, за которым последовал барабанный бой, мгновенно создавший настроение, которое группа хотела развивать дальше. Каждый участник ссылался на The Beatles как на источник вдохновения для песни; Коллинз сказал, что его игра на барабанах была данью уважения стилю их барабанщика Ринго Старра, одному из его влияний на игру на барабанах. Органное соло исполняется с использованием предустановки на синклавире, имитирующей орган Hammond B-3, несмотря на обратное, показанное в клипе на песню. Рифф Бэнкса возник в результате того, что он взял сэмпл в эмуляторе E-mu и сыграл две ноты одновременно, что породило новую.
«Home by the Sea» рассказывает историю грабителя, который врывается в дом только для того, чтобы обнаружить, что в нём обитают призраки, которые захватывают его в плен, а затем заставляют слушать истории из их жизни. Коллинз повторил фразу «home by the sea», записывая фиктивный вокал в то время, когда Бэнкс писал лирические идеи, и использовал эту фразу, чтобы вызвать в воображении историю. Песня возникла в результате того, что группа подыгрывала своей драм-машине Linn, во время которой Бэнкс и Резерфорд придумали основную тему для клавишных и гитары соответственно, а Коллинз — вокальную схему. После того как были подготовлены основные части, группа определилась с форматом своего настроения и с тем, как песня будет формироваться, и превратила её в законченный трек. Когда все трое остались довольны тем, что из этого получилось, они перезаписали песню по отдельности на кассету, причём Коллинз заменил ударные партии Линна своими собственными.
Предыдущий трек переходит в «Second Home by the Sea», в основном инструментальную пьесу, созданную на основе групповой импровизации, которая началась с того, что Коллинз сыграл барабанный рифф, который понравился Бэнксу и Резерфорду, и они присоединились к нему. Рабочее название было «Heavy Simmonds», отсылка к игре Коллинза. Бэнкс сказал, что группа потратила около двух часов на обдумывание идеи в один день, за которым последовал второй джем такой же продолжительности на следующий. Затем они взяли партии из обоих джемов, которые им больше всего понравились, и объединили их в одну связную аранжировку, что потребовало от них заново выучить то, что они записали, чтобы записать это как единое целое. Бэнкс сказал, что идея инструментальной части заключалась в том, чтобы представить прошлые жизни привидений. Трек заканчивается репризой «Home by the Sea».
Песня «Illegal Alien» с текстами песен Резерфорда рассказывает о нелегальных иммигрантах и их попытках пересечь границу США в поисках лучшей жизни. Коллинз стремился к более авантюрному стилю игры на барабанах и перепробовал множество различных стилей, отметив, что то, что он в итоге сыграл, было, возможно, больше, чем того требовала песня. Выбранный стиль был «той базовой рок-н-ролльной партией — два и четыре на малой гитаре, один и три на басу. Вот что заставило мелодию сработать». Она начинается звуковыми эффектами автомобильных гудков и телефонных звонков, которые Бэнкс воспроизвёл на своём синтезаторе E-mu Emulator, который он счёл особенно захватывающим для записи и включения в музыку. Коллинз был больше доволен своей игрой на барабанах в «Mama» и «Illegal Alien», чем в более сложных треках группы, таких как «Los Endos» из A Trick of the Tail. Бэнкс отрицал какие-либо расистские подтексты, которые песня, по-видимому, имела по отношению к мексиканцам, но сказал, что «это насмешка» и на самом деле он больше симпатизирует иммигрантам.
Текст песни «Silver Rainbow» написан Бэнксом, который писал о том, что люди становятся бесчувственными, когда они влюблены. Коллинз описал их как «романтичные» и «пышные». Его рабочим названием было «Adam», потому что у него был ритм, который, по мнению группы, чем-то напоминал вокалиста Адама Анта, и группа подумала, что лирика, соответствующая «юношеской» музыке, подошла бы ему лучше всего.
«It's Gonna Get Better» содержит вступление к клавишным, которое Бэнкс взял из альбома классической музыки для виолончели после неудачной попытки использовать его для получения качественного звучания струнных на своей клавиатуре. Затем он сыграл четыре ноты одновременно, используя один и тот же сэмпл, который неожиданно создал звук переплетающихся гармоний, который он сохранил и использовал.

## Обложка
Обложку создал английский художник Билл Смит, который также работал над оформлением альбома Abacab (1981). Фотография на обложке основана на фигурах из игрушки-сортера, которую его годовалый сын оставил на ковре после того, как тот лёг спать.

## Список композиций
Слова и музыка всех песен — Тони Бэнкс, Фил Коллинз, Майк Резерфорд.
| №  | Название                 | Длительность |
| -- | ------------------------ | ------------ |
| 1. | «Mama»                   | 6:52         |
| 2. | «That's All»             | 4:25         |
| 3. | «Home by the Sea»        | 5:08         |
| 4. | «Second Home by the Sea» | 6:06         |

| №                   | Название                 | Длительность |
| ------------------- | ------------------------ | ------------ |
| 1.                  | «Illegal Alien»          | 5:17         |
| 2.                  | «Taking It All Too Hard» | 3:58         |
| 3.                  | «Just a Job to Do»       | 4:47         |
| 4.                  | «Silver Rainbow»         | 4:31         |
| 5.                  | «It's Gonna Get Better»  | 5:14         |
| Общая длительность: | Общая длительность:      | 46:18        |

«It’s Gonna Get Better» содержит отрывок вступительной партии виолончели из балетной сюиты Спартак, написанной Арамом Ильичом Хачатуряном.

## Позиции в хит-парадах
| Хит-парад      | Наивысшая позиция |
| -------------- | ----------------- |
| Великобритания | 1                 |
| США            | 9                 |
| Австрия        | 2                 |
| Германия       | 1                 |
| Норвегия       | 2                 |
| Швейцария      | 2                 |
| Швеция         | 12                |

| Хит-парад (1984)             | Позиция |
| ---------------------------- | ------- |
| Великобритания (Gallup Poll) | 76      |

Альбом стал четырежды платиновым в США.

## Участники записи
- Фил, Коллинз — вокал, барабаны, ударные
- Майк Резерфорд — гитара, бас-гитара, бэк-вокал
- Тони Бэнкс — клавишные, бэк-вокал
- Дэвид Хенчель — бэк-вокал